# Bschaidkogel
Bschaidkogel är en kulle i Österrike.   Den ligger i distriktet Südoststeiermark och förbundslandet Steiermark, i den östra delen av landet, 150 km söder om huvudstaden Wien. Toppen på Bschaidkogel är 405 meter över havet.
Terrängen runt Bschaidkogel är platt norrut, men söderut är den kuperad. Närmaste större samhälle är Feldbach, 6,3 km norr om Bschaidkogel. 
Omgivningarna runt Bschaidkogel är en mosaik av jordbruksmark och naturlig växtlighet. Runt Bschaidkogel är det ganska tätbefolkat, med 90 invånare per kvadratkilometer.